# Corinna Köhler
Corinna Köhler (geborene Lochmann, * 27. September 1964 in Dresden) ist eine deutsche Krankenschwester sowie Politikerin (SPD) und ehemaliges Mitglied des Sächsischen Landtages.

## Leben
Corinna Lochmann besuchte die Grundschule in Sacka und die EOS „Wilhelm Pieck“ in Großenhain, an der sie 1983 ihr Abitur ablegte. Danach war sie zwei Jahre als pflegerische Hilfskraft tätig. Anschließend absolvierte sie ein Fachschulfernstudium, das sie im Jahr 1989 als Krankenschwester abschloss.
Corinna Köhler ist evangelisch-lutherisch, verheiratet, hat zwei Töchter und lebt in Dresden.

## Politik
Köhler ist seit Dezember 1989 Mitglied der SPD. Im Oktober 1990 zog sie über die Landesliste der SPD Sachsen in den Sächsischen Landtag ein, dem sie für eine Wahlperiode bis 1994 angehörte. Dort war sie Mitglied im Petitionsausschuss.